# Maurice Cordier
Pour les articles homonymes, voir Cordier (homonymie).
Maurice Cordier, né le 13 septembre 1920 à Vincennes et mort le 20 août 2014 à Créteil, est un prêtre catholique et résistant français. Il a été aumônier général des anciens de la 2e division blindée (2e DB) du général Leclerc au sein de laquelle il a servi pendant la Seconde Guerre mondiale.

## Biographie
Maurice Cordier passe toute sa jeunesse à Vincennes (aujourd'hui dans le Val-de-Marne). Étudiant en mathématiques spéciales, il entre au séminaire d'Issy-les-Moulineaux en 1939, juste avant le début de la Seconde Guerre mondiale.
Au printemps 1943, visé par le STO il décide de rejoindre la 2e DB du général Leclerc, dont il avait appris, par Radio Londres la victoire à Koufra en mars 1941 . Avec quatre compagnons séminaristes il franchit la frontière franco-espagnole le 28 juillet 1943 près de Hendaye. Ils sont arrêtés et emprisonnés. Rapidement libérés après une intervention du délégué général de la Croix-Rouge en Espagne, Mgr Boyer-Mas, ils sont placés en résidence surveillée à Irun qu'ils peuvent quitter, grâce à une intervention de l'évêque de Vitoria, pour gagner Madrid et de là débarquer au Maroc où ils s'enrôlent. Durant cet épisode Maurice Cordier met par écrit les raisons de son évasion de France :

« Je ne suis pas parti pour échapper aux Allemands [...] Je suis parti parce que j'avais la conviction que, étant donné que les événements me forçaient à ne pas suivre le cours normal de mon séminaire, le devoir était en Afrique. Parce que j'ai la conviction que ma place est là, quelles que nombreuses et grandes que soient les difficultés pour y parvenir. Parce que là il y a une tâche splendide à accomplir une tâche de Rédemption [...] Rédemption surnaturelle, oui, elle est partout [...] Mais aussi  Rédemption de ma Patrie . »

Avec le grade de lieutenant, il débarque à Utah Beach en août 1944. Il participe à la libération de Paris le 25 août 1944. Il poursuivra la guerre au sein de cette division jusqu’à Berchtesgaden où il se trouve le jour de la capitulation allemande le 8 mai 1945.
Après la guerre, il retourne au séminaire pour y achever ses études. Ordonné prêtre, il devient l'aumônier général des anciens de la 2e DB. Il est incardiné au diocèse de Créteil et est prêtre à Maisons-Alfort, Vincennes, au Perreux puis à Thiais.
Maurice Cordier est le président de la Confédération nationale des anciens combattants français évadés de France et des internés en Espagne. Il est chapelain magistral de l’ordre de Malte, et vice-président des « Amitiés de la Résistance ».
Le 12 novembre 1970, il prononce l’homélie des funérailles du Général de Gaulle à Colombey-les-deux-Églises.
Il meurt le 20 août 2014 à l’âge de 93 ans. Dans un communiqué, le Président de la République, François Hollande, « rend hommage à un grand personnage de l'épopée de la Libération, un homme qui a marqué ses compagnons, la Résistance mais aussi toute l’après-guerre. »

## Distinctions
- Commandeur de la Légion d'honneur[3],
- Commandeur de l'ordre national du Mérite[3],
- Médaille militaire[3],
- Croix de guerre 1939–1945 (trois citations)[3],
- Croix du combattant volontaire de la Résistance.

## Ouvrage
- Le Général Leclerc ou se commander à soi-même, avec Roger Fouquer, Desclée de Brouwer, 1990  (ISBN 978-2220031255)